# North River (Dakota del Norte)
North River es una ciudad ubicada en el condado de Cass en el estado estadounidense de Dakota del Norte. En el censo de 2010 tenía una población de 56 habitantes y una densidad poblacional de 327,6 personas por km².

## Geografía
North River se encuentra ubicada en las coordenadas 46°57′0″N 96°48′5″O / 46.95000, -96.80139. Según la Oficina del Censo de los Estados Unidos, North River tiene una superficie total de 0.17 km², de la cual 0.15 km² corresponden a tierra firme y (15.15%) 0.03 km² es agua.

## Demografía
Según el censo de 2010, había 56 personas residiendo en North River. La densidad de población era de 327,6 hab./km². De los 56 habitantes, North River estaba compuesto por el 100% blancos, el 0% eran afroamericanos, el 0% eran amerindios, el 0% eran asiáticos, el 0% eran isleños del Pacífico, el 0% eran de otras razas y el 0% pertenecían a dos o más razas. Del total de la población el 0% eran hispanos o latinos de cualquier raza.